# Juan de Dios Rawson
Juan de Dios Rawson (San Juan, 25 de agosto de 1833 - San Fernando, Buenos Aires, 13 de abril de 1902) hijo natural de Mercedes Martínez, fue un militar argentino, que luchó en las batallas de Cepeda y Pavón; también participó en la Guerra de la Triple Alianza. Se casó en Godoy Cruz (Mendoza) en 1855 con Elizarda Guiñazú. Fue bisabuelo de quien, en 1943, sería «presidente de facto» de Argentina, Arturo Rawson.